# Stephen Toulmin
Stephen Edelston Toulmin (Londres, 25 de março de 1922 - Los Angeles, 4 de dezembro de 2009) foi um filósofo britânico conhecido principalmente por suas contribuições aos estudos da argumentação. Seu diagrama (layout) para a análise de argumentos, publicado originalmente em The Uses of Argument (1958), é utilizado em diversas áreas, como comunicação, direito, análise do discurso e as ciências da computação.

## Obras
- An Examination of the Place of Reason in Ethics (1950)
- The Philosophy of Science: An Introduction (1953)
- The Uses of Argument (1958)
- Metaphysical Beliefs, Three Essays (1957) - com Ronald W. Hepburn e Alasdair MacIntyre
- The Riviera (1961)
- Seventeenth century science and the arts (1961)
- Foresight and Understanding: An Enquiry into the Aims of Science (1961)
- The Fabric of the Heavens (The Ancestry of Science, volume 1) (1961) com June Goodfield
- The Architecture of Matter (The Ancestry of Science, volume 2) (1962) com June Goodfield
- Night Sky at Rhodes (1963)
- The Discovery of Time (The Ancestry of Science, volume 3) (1965) com June Goodfield
- Physical Reality (1970)
- Human Understanding: The Collective Use and Evolution of Concepts (1972)
- Wittgenstein's Vienna (1973) com Allan Janik
- On the Nature of the Physician's Understanding (1976)
- Knowing and Acting: An Invitation to Philosophy (1976)
- An Introduction to Reasoning (1979) com Allan Janik e Richard D. Rieke
- The Return to Cosmology: Postmodern Science and the Theology of Nature (1985)
- The Abuse of Casuistry: A History of Moral Reasoning (1988) com Albert R. Jonsen
- Cosmopolis: The Hidden Agenda of Modernity (1990)
- Return to Reason (2001)